# SN 1999fy
SN 1999fy – supernowa typu II odkryta 3 listopada 1999 roku w galaktyce A233346+0012. W momencie odkrycia miała maksymalną jasność 22,70m.